# Ozopemon
Ozopemon är ett släkte av skalbaggar. Ozopemon ingår i familjen vivlar.

## Dottertaxa tillOzopemon, i alfabetisk ordning[1]
- Ozopemon aplanatus
- Ozopemon ater
- Ozopemon augustae
- Ozopemon borneensis
- Ozopemon brevis
- Ozopemon brownei
- Ozopemon cylindricus
- Ozopemon dipterocarpi
- Ozopemon diversicolor
- Ozopemon fijianus
- Ozopemon fuscicollis
- Ozopemon giganteus
- Ozopemon granulatus
- Ozopemon gravidus
- Ozopemon grossepunctatus
- Ozopemon laevis
- Ozopemon latus
- Ozopemon major
- Ozopemon obanus
- Ozopemon papuanus
- Ozopemon parinarii
- Ozopemon perfacilis
- Ozopemon regius
- Ozopemon rugatus
- Ozopemon scabricollis
- Ozopemon similis
- Ozopemon singalangicus
- Ozopemon sirambeanus
- Ozopemon sulcipennis
- Ozopemon sumatranus
- Ozopemon theklae
- Ozopemon tuberculatus
- Ozopemon uniseriatus